# Grästjärnen (Ore socken, Dalarna)
Grästjärnen är en sjö i Rättviks kommun i Dalarna och ingår i Dalälvens huvudavrinningsområde.